# Рудой, Яков Борисович
Яков Борисович Рудой (1894—1978) — профессиональный революционер, советский историк, публицист, издатель, ответственный редактор журнала «Кино и жизнь» (1929—1930).

## Биография
Юношей вёл пропагандистскую работу среди рабочих Киева. В 1914 году вступил в РСДРП(б). Находился под негласным надзором полиции в городе Василькове. С началом Первой мировой войны был сослан в Нарымский край. До января 1915 года сидел в томской тюрьме. Больше года жил в ссылке в Инкине. Заболев туберкулёзом, получил разрешение на перевод в Колпашево. В начале февраля 1917 года совершил побег. Пробравшись на Украину, возглавил большевистскую партийную организацию в Василькове и был назначен гражданским комиссаром города. Участвовал в Октябрьском вооружённом восстании. В 1918 году был заведующим бюро печати Республики Тавриды. В октябре 1918 года в качестве представителя от Севастополя участвовал в Первой губернской конференции РСДРП(б) в Симферополе.
В период Гражданской войны находился на сибирских фронтах. По окончании Гражданской войны получил направление на партийную и издательскую работу. Заведующий редакционным сектором издательства «Московский рабочий» (1926—1927).
В 1929—1930 годах — ответственный редактор журнала «Советский экран» (с 1930 года — «Кино и жизнь»), член правления издательства «Теакинопечать».
Работал заместителем директора по научной части Музея революции СССР. Преподавал историю в московских вузах. Был членом редколлегии журнала «Колхозный театр».
Приказом по Объединению государственных книжно-журнальных издательств (ОГИЗ) от 22 июня 1937 года был назначен директором и одновременно ответственным секретарем издательства «История фабрик и заводов». Вступил в должность 10 июля 1937 года. С 1938 года работал директором издательства «Советский писатель».
В июле 1941 года записался добровольцем в 3-ю роту народного ополчения Октябрьского района Москвы.
Профессор. Был членом ученого совета Государственного музея революции СССР.
Сын — Григорий Яковлевич Рудой (1919–2003), переводчик с немецкого языка.